# Atesta
Atesta är ett släkte av skalbaggar. Atesta ingår i familjen långhorningar.

## Bildgalleri

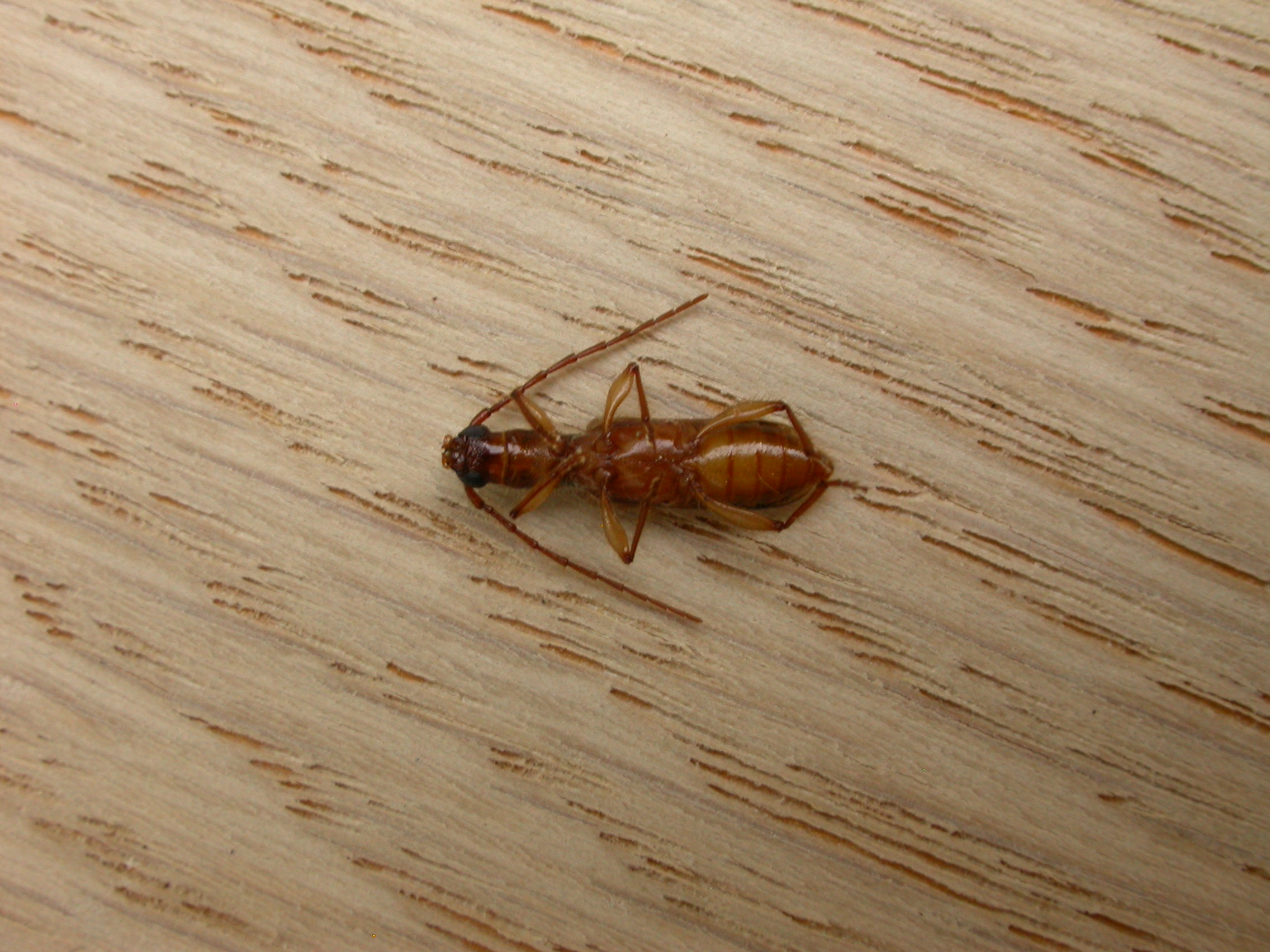
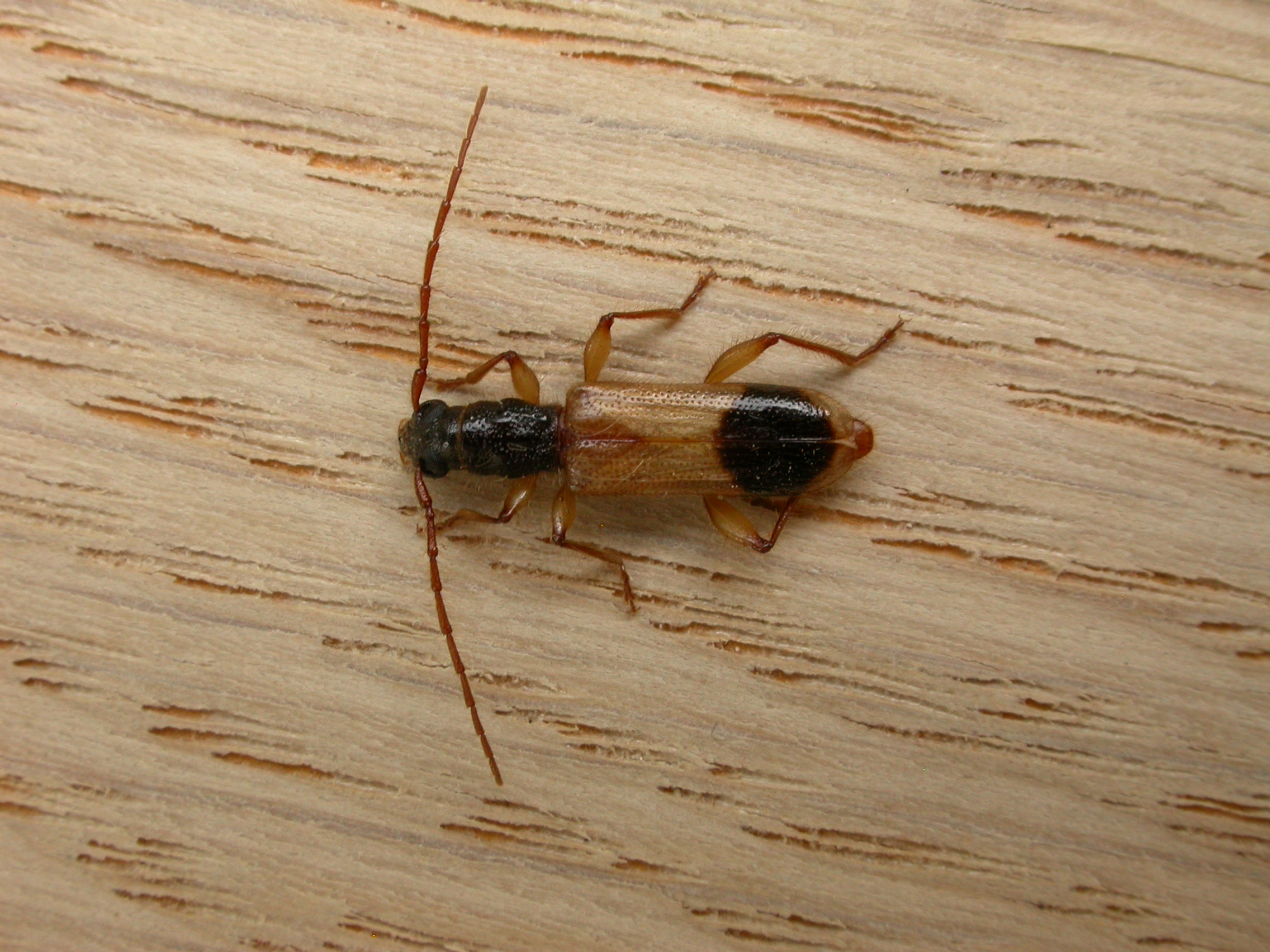
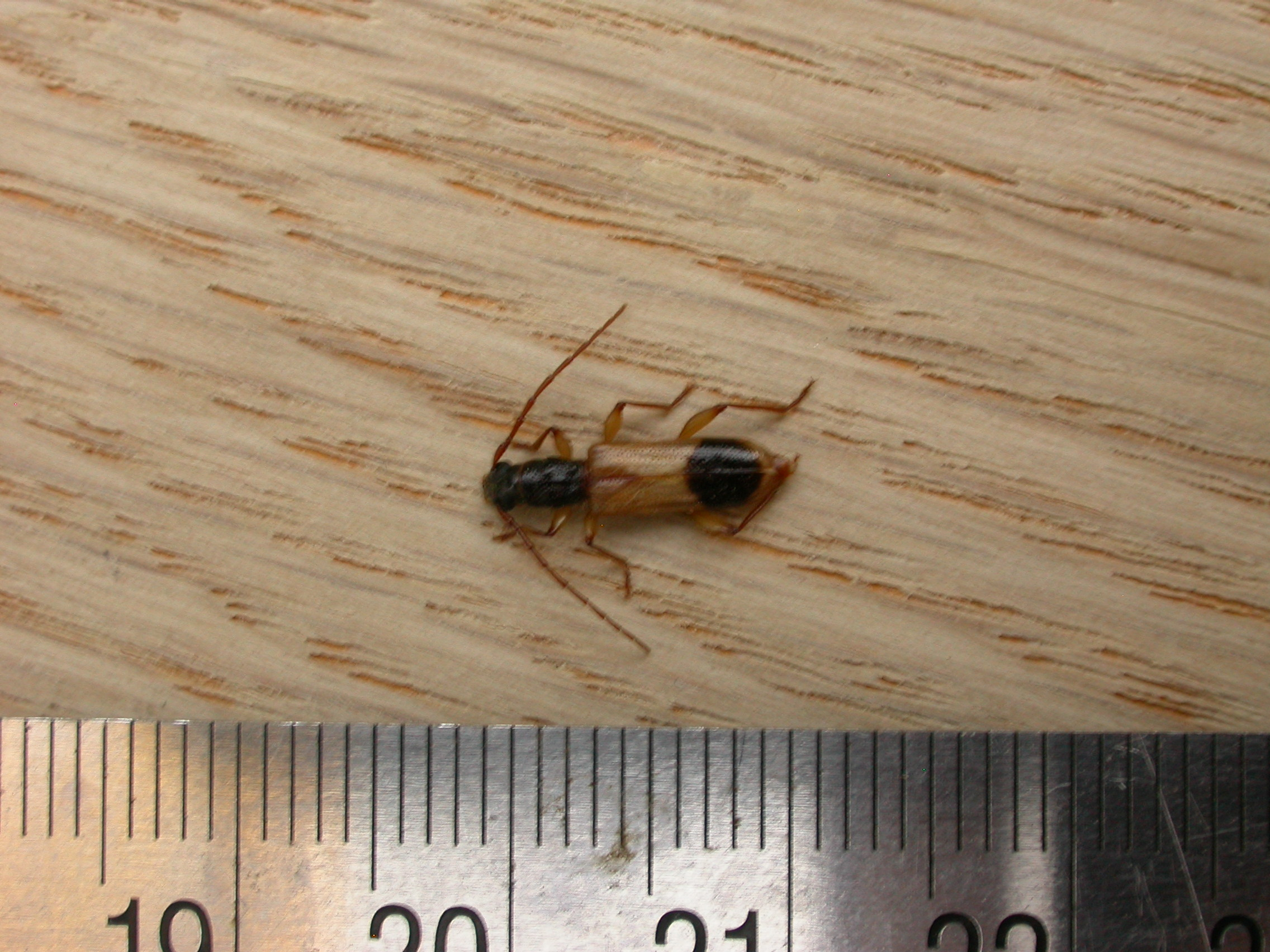
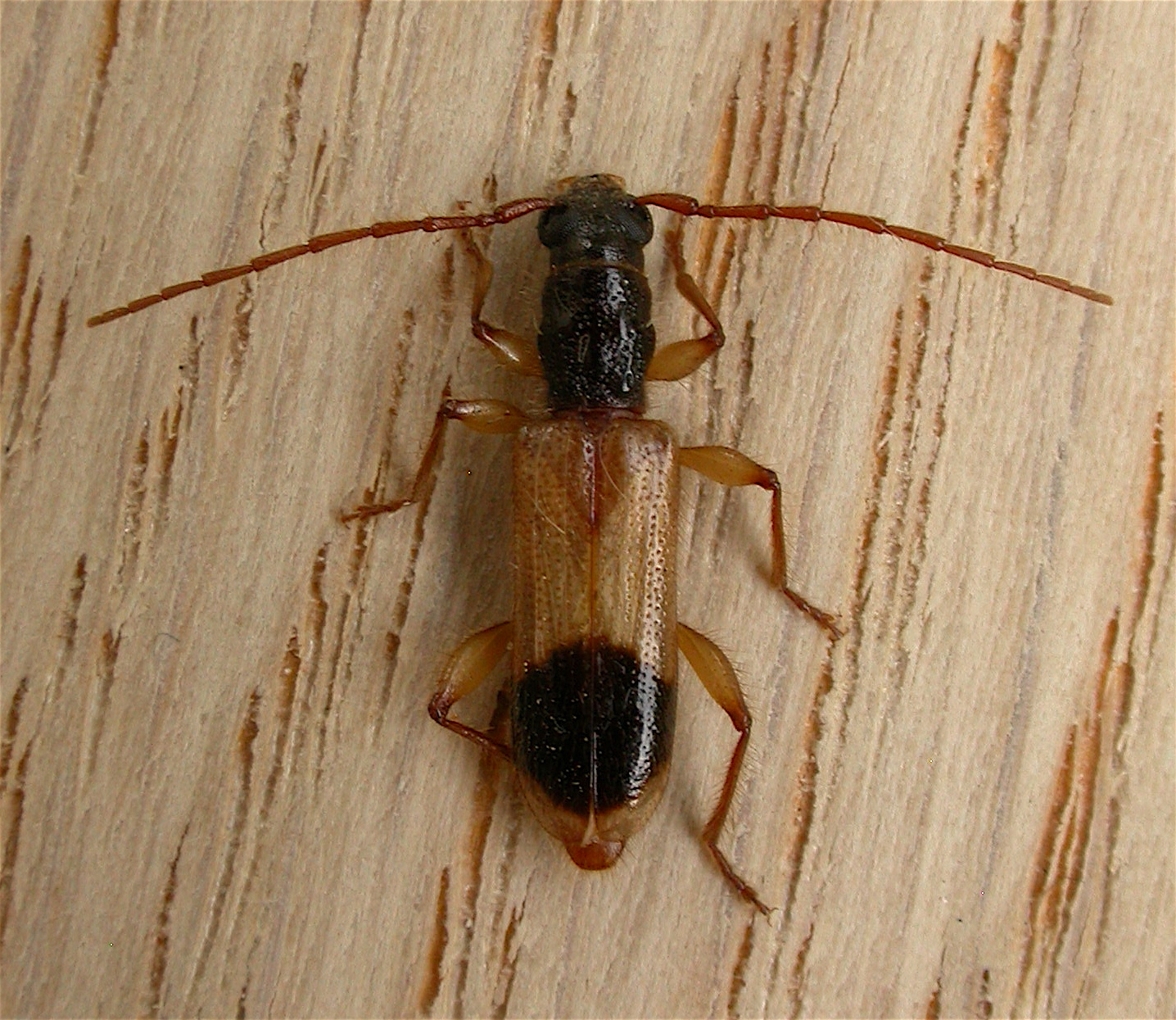

## Dottertaxa tillAtesta, i alfabetisk ordning[1]
- Atesta angasii
- Atesta antennalis
- Atesta apicalis
- Atesta balteata
- Atesta besti
- Atesta bifasciata
- Atesta brittoni
- Atesta brooksi
- Atesta carteri
- Atesta centroaustralica
- Atesta ciliata
- Atesta dixoni
- Atesta houstoni
- Atesta ibidionoides
- Atesta latifasciata
- Atesta longoelytrata
- Atesta mapida
- Atesta mediana
- Atesta minuta
- Atesta newi
- Atesta nigrihumerus
- Atesta paratasmanica
- Atesta patula
- Atesta pubescens
- Atesta sisyrioides
- Atesta sita
- Atesta sparsa
- Atesta stigmosa
- Atesta tasmanica
- Atesta thorntoni
- Atesta tripartita
- Atesta tropicalis
- Atesta unifasciata
- Atesta vittatum